# Poets and Madmen
Poets and Madmen ist das elfte und letzte Studioalbum der US-amerikanischen Heavy-Metal-Band Savatage aus dem Jahr 2001.

## Hintergrund
Das Album wurde von 1999 bis 2001 in den Soundtrack Studios sowie im Studio 900, in dem einige Overdubs gemacht wurden, beide in New York City, USA, eingespielt. Jon Oliva produzierte gemeinsam mit Paul O’Neill. Das Album folgte einem losen Konzept über den Journalisten Kevin Carter, doch ist es weniger erzählerisch aufgebaut als die beiden Vorgängeralben. Die meisten Texte sind fiktiv, ausgenommen Passagen, die sich direkt auf Carter beziehen. Es ist auch das einzige ohne Titelsong – der Titel leitet sich aus dem Song Symmetry vom Album Handful of Rain aus dem Jahr 1994 ab.

## Titelliste
Alle Songs wurden von Chris Caffery, Jon Oliva und Paul O’Neill geschrieben, alle Texte von Paul O’Neill, außer wo angegeben.
| Nr. | Titel                                | Länge |
| --- | ------------------------------------ | ----- |
| 1.  | Stay with Me Awhile                  | 5:06  |
| 2.  | There in the Silence                 | 4:57  |
| 3.  | Commissar                            | 5:36  |
| 4.  | I Seek Power                         | 6:03  |
| 5.  | Drive                                | 3:17  |
| 6.  | Morphine Child                       | 10:12 |
| 7.  | The Rumor                            | 5:16  |
| 8.  | Man in the Mirror                    | 5:56  |
| 9.  | Surrender (J. Oliva, O’Neill)        | 6:40  |
| 10. | Awaken                               | 3:23  |
| 11. | Back to a Reason (J. Oliva, O’Neill) | 6:10  |

| Nr. | Titel             | Autoren                        | Länge |
| --- | ----------------- | ------------------------------ | ----- |
| 12. | Shotgun Innocence | Criss Oliva, J. Oliva, O’Neill | 3:31  |

| Nr. | Titel                        | Autoren                     | Länge |
| --- | ---------------------------- | --------------------------- | ----- |
| 12. | Jesus Saves (live)           | C. Oliva, J. Oliva, O’Neill | 4:28  |
| 13. | Handful of Rain (Musikvideo) | J. Oliva, O’Neill           | 4:33  |

| Nr. | Titel                                                      | Autoren                     | Länge |
| --- | ---------------------------------------------------------- | --------------------------- | ----- |
| 12. | Mentally Yours / Tonight He Grins Again (acoustic version) | C. Oliva, J. Oliva, O’Neill | 4:46  |
| 13. | Sleep (acoustic version)                                   | C. Oliva, J. Oliva, O’Neill | 3:54  |

## Mitwirkende
Savatage
- Jon Oliva – lead vocals, keyboards, rhythm guitar, co-producer
- Chris Caffery – lead guitar, backing vocals
- Johnny Lee Middleton – bass, backing vocals
- Jeff Plate – drums, backing vocals

Gastmusiker
- Bob Kinkel – additional keyboards, backing vocals
- Al Pitrelli – additional guitars on tracks "Stay with Me Awhile", "Commissar", "Morphine Child" and "The Rumor"
- John West – backing vocals
- Zachary Stevens – lead vocals on track 12 of US edition
- Criss Oliva – guitars on track 12 of US edition

Produktion
- Paul O’Neill – producer
- Dave Wittman – engineer, mixing
- Bob Kinkel – additional engineering
- Darren Rapp, Ed Osbeck – assistant engineers
- Kevin Hodge – mastering at the Master Cutting Room, New York
- Jeff Thompson, Chris Rich, Ken Thornhill – studio managers
- Edgar Jerins – cover art
- Deborah Lauren – design

## Rezeption
Das Album erreichte Platz sieben in Deutschland – womit es neben Gutter Ballet, das diese Platzierung jedoch erst 2022 erreichte, das höchstplatzierte ist -, Platz 70 in Österreich und Platz 97 in der Schweiz. Im Metal Hammer vergab Andreas Schöwe sieben von sieben Punkten. Im Magazin Rock Hard vergab Matthias Breusch acht von zehn Punkten. Geoff Orens schrieb bei AllMusic: "Poets & Madmen (...) finds the band continuing to write grand metal pieces with changing time signatures and effective transitions between quiet and loud sections. However, with the return of Jon Oliva as vocalist and the departure of guitarist Al Pitrelli, the band's sound continues to evolve and change." Die Bewertung lag bei vier von fünf Sternen.